# Singapur na Letnich Igrzyskach Olimpijskich 2016
Singapur na Letnich Igrzyskach Olimpijskich 2016 w Rio de Janeiro, reprezentowało 25 zawodników. Był to 16. start reprezentacji Singapuru na letnich igrzyskach olimpijskich.

## Zdobyte medale
| Medal | Zawodnik         | Dyscyplina | Konkurencja                      | Rezultat | Data        |
| ----- | ---------------- | ---------- | -------------------------------- | -------- | ----------- |
| Złoto | Joseph Schooling | Pływanie   | 100 m stylem motylkowym mężczyzn | 51,41    | 12 sierpnia |

## Reprezentanci

### Badminton
| Zawodnik            | Konkurencja             | Faza grupowa                | Faza grupowa | 1/8 finału       | Ćwierćfinały     | Półfinały        | Finał            | Pozycja |
| Zawodnik            | Konkurencja             | Przeciwnicy Wynik           | Pozycja      | Przeciwnik Wynik | Przeciwnik Wynik | Przeciwnik Wynik | Przeciwnik Wynik | Pozycja |
| ------------------- | ----------------------- | --------------------------- | ------------ | ---------------- | ---------------- | ---------------- | ---------------- | ------- |
| Derek Wong Zi Liang | gra pojedyncza mężczyzn | Lee C W P 0:2 Opti W 2:0    | 2.           | NQ               | NQ               | NQ               | NQ               | -       |
| Liang Xiaoyu        | gra pojedyncza kobiet   | Sung J-h P 0:2 Lansac W 2:0 | 2.           | NQ               | NQ               | NQ               | NQ               | -       |

### Lekkoatletyka
| Konkurencja            | Zawodnik     | Runda 1  | Runda 1 | Runda 2  | Runda 2 | Półfinał | Półfinał | Finał    | Finał   |
| Konkurencja            | Zawodnik     | Rezultat | Pozycja | Rezultat | Pozycja | Rezultat | Pozycja  | Rezultat | Pozycja |
| ---------------------- | ------------ | -------- | ------- | -------- | ------- | -------- | -------- | -------- | ------- |
| Bieg na 100 m mężczyzn | Timothee Yap | 10,84    | 2.      | 10,79    | 9.      | NQ       | NQ       | NQ       | NQ      |
| Maraton kobiet         | Neo Jie Shi  | —        | —       | —        | —       | —        | —        | 3:15:18  | 131     |

### Pływanie
Mężczyźni
| Zawodniczka      | Konkurencja           | Eliminacje | Eliminacje | Półfinał | Półfinał | Finał | Finał   | Pozycja |
| Zawodniczka      | Konkurencja           | Czas       | Miejsce    | Czas     | Miejsce  | Czas  | Miejsce | Pozycja |
| ---------------- | --------------------- | ---------- | ---------- | -------- | -------- | ----- | ------- | ------- |
| Quah Zheng Wen   | 100 m st. grzbietowym | 54,38      | 32.        | NQ       | NQ       | NQ    | NQ      | -       |
| Quah Zheng Wen   | 100 m st. motylkowym  | 52,08      | 16.        | 52,26    | 15.      | NQ    | NQ      | -       |
| Quah Zheng Wen   | 200 m st. motylkowym  | 1:56,01    | 10.        | 1:56,11  | 10.      | NQ    | NQ      | -       |
| Joseph Schooling | 100 m st. grzbietowym | 48,27      | 6.         | 48,70    | 16.      | NQ    | NQ      | -       |
| Joseph Schooling | 100 m st. dowolnym    | 5141       | 1.         | 50,83    | 1.       | 50,39 | 1.      | złoto   |

Kobiety
| Zawodniczka   | Konkurencja          | Eliminacje | Eliminacje | Półfinał | Półfinał | Finał | Finał   | Pozycja |
| Zawodniczka   | Konkurencja          | Czas       | Miejsce    | Czas     | Miejsce  | Czas  | Miejsce | Pozycja |
| ------------- | -------------------- | ---------- | ---------- | -------- | -------- | ----- | ------- | ------- |
| Quah Ting Wen | 100 m st. motylkowym | 1:00,88    | 34.        | NQ       | NQ       | NQ    | NQ      | -       |

### Strzelectwo
| Zawodnik              | Konkurencja                                   | Kwalifikacje | Kwalifikacje | Finał | Finał   | Pozycja |
| Zawodnik              | Konkurencja                                   | Wynik        | Pozycja      | Wynik | Pozycja | Pozycja |
| --------------------- | --------------------------------------------- | ------------ | ------------ | ----- | ------- | ------- |
| Jasmine Ser Xiang Wei | karabin pneumatyczny, 10 m (k)                | 413,5        | 25.          | NQ    | NQ      | -       |
| Jasmine Ser Xiang Wei | karabin małokalibrowy, trzy pozycje, 50 m (k) | 568          | 34.          | NQ    | NQ      | -       |
| Teo Shun Xie          | pistolet pneumatyczny, 10 m (k)               | 357          | 37.          | NQ    | NQ      | -       |
| Teo Shun Xie          | pistolet sportowy, 25 m (k)                   | 571          | 29.          | NQ    | NQ      | -       |

### Tenis stołowy
| Zawodnik                          | Konkurencja              | Eliminacje       | Runda 1            | Runda 2              | Runda 3             | 1/8 finału        | Ćwierćfinały           | Półfinały        | Finał            | Pozycja |
| Zawodnik                          | Konkurencja              | Przeciwnik Wynik | Przeciwnik Wynik   | Przeciwnik Wynik     | Przeciwnik Wynik    | Przeciwnik Wynik  | Przeciwnik Wynik       | Przeciwnik Wynik | Przeciwnik Wynik | Pozycja |
| --------------------------------- | ------------------------ | ---------------- | ------------------ | -------------------- | ------------------- | ----------------- | ---------------------- | ---------------- | ---------------- | ------- |
| Chen Feng                         | gra pojedyncza mężczyzn  | BYE              | Benedek Oláh P 1:4 | NQ                   | NQ                  | NQ                | NQ                     | NQ               | NQ               | -       |
| Paul Drinkhall                    | gra pojedyncza mężczyzn  | BYE              | BYE                | Paul Drinkhall P 3:4 | NQ                  | NQ                | NQ                     | NQ               | NQ               | -       |
| Feng Tianwei                      | gra pojedyncza kobiet    | BYE              | BYE                | BYE                  | Ni Xialian W 4:2    | Liu Jia W 4:1     | Ai Fukuhara P 0:4      | NQ               | NQ               | -       |
| Yu Mengyu                         | gra pojedyncza kobiet    | BYE              | BYE                | BYE                  | Jian Fang Lay W 4:0 | Jeon Ji-hee W 4:1 | Kim Song-i P 2:4       | NQ               | NQ               | -       |
| Feng Tianwei Yu Mengyu Zhou Yihan | turniej drużynowy kobiet | BYE              | BYE                | BYE                  | BYE                 | Egipt W 3:0       | Korea Południowa W 3:2 | Chiny P 0:3      | Japonia P 1:3    | 4.      |

### Wioślarstwo
| Zawodnik        | Konkurencja | Eliminacje | Eliminacje | Repasaż | Repasaż | Ćwierćfinały | Ćwierćfinały | Półfinały C/D | Półfinały C/D | Półfinały A/B | Półfinały A/B | Finał C/D | Finał C/D | Finał A/B | Finał A/B | Pozycja |
| Zawodnik        | Konkurencja | Czas       | M.         | Czas    | M.      | Czas         | M.           | Czas          | M.            | Czas          | M.            | Czas      | M.        | Czas      | M.        | Pozycja |
| --------------- | ----------- | ---------- | ---------- | ------- | ------- | ------------ | ------------ | ------------- | ------------- | ------------- | ------------- | --------- | --------- | --------- | --------- | ------- |
| Saiyidah Aisyah | M1x         | 8:44,71    | 3. Q (Ć)   | BYE     | BYE     | 7:56,00      | 6. Q (PC/D)  | 8:22,45       | 6. (FD)       | BYE           | BYE           | 7:55,73   | 23.       | BYE       | BYE       | -       |

### Żeglarstwo
Mężczyźni
| Zawodnik           | Konkurencja | Wyścig | Wyścig | Wyścig | Wyścig | Wyścig | Wyścig | Wyścig | Wyścig | Wyścig | Wyścig | Wyścig | Wyścig | Wyścig | Punkty | Finałowa pozycja |
| Zawodnik           | Konkurencja | 1      | 2      | 3      | 4      | 5      | 6      | 7      | 8      | 9      | 10     | 11     | 12     | M*     | Punkty | Finałowa pozycja |
| ------------------ | ----------- | ------ | ------ | ------ | ------ | ------ | ------ | ------ | ------ | ------ | ------ | ------ | ------ | ------ | ------ | ---------------- |
| Leonard Ong        | RS:X        | 33     | 33     | 35     | 33     | DNF    | 27     | 36     | DNF    | 20     | DNF    | 34     | DNF    | NQ     | 362    | 35.              |
| Colin Cheng Xin Ru | Laser       | 5      | 20     | 13     | 18     | 21     | UFD    | 27     | 22     | 25     | 9      | —      | —      | NQ     | 160    | 20.              |

Kobiety
| Zawodniczka            | Konkurencja  | Wyścig | Wyścig | Wyścig | Wyścig | Wyścig | Wyścig | Wyścig | Wyścig | Wyścig | Wyścig | Wyścig | Wyścig | Wyścig | Punkty | Finałowa pozycja |
| Zawodniczka            | Konkurencja  | 1      | 2      | 3      | 4      | 5      | 6      | 7      | 8      | 9      | 10     | 11     | 12     | M*     | Punkty | Finałowa pozycja |
| ---------------------- | ------------ | ------ | ------ | ------ | ------ | ------ | ------ | ------ | ------ | ------ | ------ | ------ | ------ | ------ | ------ | ---------------- |
| Audrey Yong            | RS:X         | 25     | 25     | 24     | 25     | 23     | 18     | DNF    | 24     | 22     | DNC    | DNC    | DNC    | NQ     | 266    | 25.              |
| Elizabeth Yue Ling Yin | Laser Radial | 19     | 29     | 26     | 11     | 23     | 25     | 20     | 17     | UFD    | 23     | —      | —      | NQ     | 193    | 26.              |
| Jovina Choo Amanda Ng  | 470          | 17     | 17     | 20     | 21     | 18     | 21     | 19     | 17     | 18     | 18     | —      | —      | NQ     | 166    | 20.              |
| Griselda Khng Sara Tan | 49erFX       | 12     | 19     | 17     | 11     | 14     | 11     | 8      | 20     | 15     | 7      | 8      | 13     | NQ     | 135    | 15.              |

Zawody mieszane
| Zawodniczka           | Konkurencja | Wyścig | Wyścig | Wyścig | Wyścig | Wyścig | Wyścig | Wyścig | Wyścig | Wyścig | Wyścig | Wyścig | Wyścig | Wyścig | Punkty | Finałowa pozycja |
| Zawodniczka           | Konkurencja | 1      | 2      | 3      | 4      | 5      | 6      | 7      | 8      | 9      | 10     | 11     | 12     | M*     | Punkty | Finałowa pozycja |
| --------------------- | ----------- | ------ | ------ | ------ | ------ | ------ | ------ | ------ | ------ | ------ | ------ | ------ | ------ | ------ | ------ | ---------------- |
| Justin Liu Denise Lim | Nacra 17    | 2      | 14     | 14     | 18     | 18     | 17     | 14     | 14     | 18     | 17     | 21     | 11     | NQ     | 157    | 19.              |